# Tenor

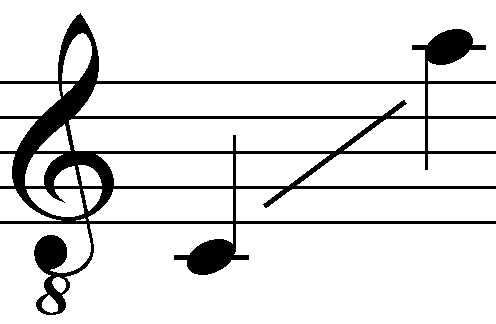
Tónový rozsah tenoru

Tenor (z latinského tenere – držet) je vysoký mužský hlas. Jeho označení pochází ze středověkých sborů, kdy tenoristé zpívali („drželi“) cantus firmus – hlavní melodickou linii. Běžný tónový rozsah tenoru je velké c – c2
Na základě barvy tónu, rozdílů v tónovém rozsahu a dalších charakteristik se rozlišuje několik druhů tenoru:
- tenor buffo (např. Únos ze serailu: Pedrillo) – obratný a pohyblivý hlas, používá se zejména pro komické role
- lyrický tenor (např. Kouzelná flétna: Tamino) – lehký, jemný, lyrický hlas
- hrdinný vokál (např. Tristan a Isolda, opera od Richarda Wagnera: Tristan) – těžký a heroický hlas s výraznými nižšími tóny, podobný barytonu
- dramatický tenor (např. Otello nebo Kalaf v Turandot)